# Dead or Alive 5
Dead or Alive 5 es un videojuego de lucha perteneciente a la saga de lucha en 3D Dead or Alive. Fue lanzado para las consolas PlayStation 3, PlayStation Vita y Xbox 360. Es el primer videojuego multiplataforma de la saga desde Dead or Alive 2.

## Lanzamiento
Su primer tráiler surgió en el Tokyo Game Show en septiembre de 2011. En él se pudo ver un combate entre Ryu Hayabusa y Hayate, el tráiler mostró que los jugadores no solo deberán estar pendientes del enemigo, sino también del entorno y que este formará parte esencial del combate, pudiendo afectar a uno de los jugadores o a ambos.
Poco después mostraron unas imágenes donde aparecían Ayane y Hitomi.
El director y productor, Yosuke Hayashi, comentó que quería envolver a los jugadores en la lucha como nunca antes lo había hecho ningún videojuego, criticando en su opinión, la monotoneidad de los juegos de lucha actuales.
En marzo de 2012 se mostró un nuevo gameplay del juego, tratándose de una pelea entre Ayane y Kasumi, y después, otra entre la propia Kasumi contra Akira Yuki, principal personaje de la saga de videojuegos de lucha Virtua Fighter.

## Personajes
- Kasumi
- Ayane
- Hayate
- Ryu Hayabusa
- Helena Douglas
- Zack
- Bayman
- Kokoro
- Christie
- Jann Lee
- Lei Fang
- Hitomi
- Bass Armstrong
- Tina Armstrong
- La Mariposa / Lisa Hamilton
- Brad Wong
- Eliot
- Gen Fu
- Alpha-152 (Jefe final)
- Rig
- Mila
- Ein (versión Ultimate)
- Leon (versión Ultimate)
- Marie Rose (versión Ultimate)
- Phase-4 (versión Ultimate)
- Nyotengu (versión Ultimate)
- Raidou (versión Last Round)
- Honoka (versión Last Round)

Otros Personajes
De Virtua Fighter
- Akira Yuki
- Sarah Bryant
- Pai Chan
- Jacky Bryant (versión Ultimate)

De Ninja Gaiden
- Rachel (versión Ultimate)
- Momiji (versión Ultimate)

De Samurai Warriors 4
- Naotora Ii (versión Last Round)

De Fatal Fury/The King of Fighters
- Mai Shiranui (versión Last Round)

## Escenarios
- Jaleo
- Zona de guerra
- El gran circo
- Flujo
- Sakura
- Combustible
- Espectáculo de lucha
- Hogar
- Profundidad
- Santuario
- Templo del dragón
- Los confines de la tierra
- La calle
- Vivo o muerto
- Espectáculo de tigres
- Sudor
- Laboratorio
- Isla de Zack (DLC gratuito)
- Tokio Sky City (versión Ultimate)
- Mundo perdido (versión Ultimate)
- Bosque (versión Ultimate)
- Portaviones (versión Ultimate)
- Desierto árido (versión Ultimate)

## Secuelas

### Dead or Alive 5 Plus
Dead or Alive 5 Plus es una versión mejorada de DOA5 para PlayStation Vita lanzado en marzo de 2013. El juego agrega más opciones para el modo Entrenamiento y un modo de juego táctil. En realidad, fue mejor recibido que el DOA5 original, con puntajes de revisión promedio de 83.40% en GameRankings y 80/100 en Metacritic.

### Dead or Alive 5 Ultimate
Dead or Alive 5 Ultimate es una versión actualizada de DOA5 lanzada en septiembre de 2013 para PlayStation 3 y Xbox 360, [125] disponible en tiendas y en formato digital. Ultimate incluye nuevos modos y algunas características de Dead or Alive 5 Plus, así como varios escenarios y luchadores nuevos (incluyendo Ninja Gaidens Rachel y Momiji, y Virtua Fighters Jacky Bryant, así como el regreso de los personajes Leon y la identidad karateka amnésica de Hayate, Ein, de Dead or Alive 2), y características totalmente nuevas, como batallas multijugador en línea de dos contra dos, entre muchos otros cambios. Tres nuevos personajes femeninos: Marie Rose, Phase-4 y Nyotengu, se unieron a la lista del juego en 2014.
Una versión digital gratuita, titulada Dead or Alive 5 Ultimate: Core Fighters, que presenta cuatro personajes jugables y el modo en línea, con personajes adicionales y contenido del modo historia disponible como contenido descargable para la compra, fue lanzada para la PlayStation 3 a través de PlayStation Store junto con la versión comercial. Una versión arcade titulada Dead or Alive 5 Ultimate: Arcade fue desarrollada en cooperación con Sega (Ringedge 2 Hardware) para su lanzamiento solo en Japón a finales de 2013, que también incluye a los tres nuevos personajes que se introdujeron en esta versión como DLC para la versión de consola.

### Dead or Alive 5 Last Round
Dead or Alive 5 Last Round para PlayStation 3, PlayStation 4, Xbox 360, Xbox One y Microsoft Windows (a través de Steam) fue lanzado en febrero de 2015 para las consolas y el mes siguiente en Steam. Tiene un lanzamiento solo digital para PlayStation 3 y Xbox 360 y un lanzamiento físico para PlayStation 4 y Xbox One, que incluye una versión gratuita para las últimas consolas. Entre otros cambios, el jefe original de Dead or Alive, Raidou, regresa como un cyborg, junto con un nuevo personaje femenino llamado Honoka.